# Σ-ciało zbiorów cylindrycznych
σ-ciało zbiorów cylindrycznych – σ-ciało wykorzystywane często podczas studiów nad miarami probabilistycznymi i zmiennymi losowymi na przestrzeniach Banacha.
Dla przestrzeni liniowo-topologicznej {\displaystyle X} σ-ciało zbiorów cylindrycznych {\displaystyle \operatorname {Cyl} (X)} definiuje się jako najuboższe σ-ciało (tzn. z najmniejszą liczbą zbiorów mierzalnych) o tej własności, że wszystkie elementy przestrzeni sprzężonej {\displaystyle X^{*}} są funkcjami mierzalnymi. W ogólności {\displaystyle \operatorname {Cyl} (X)} nie jest tym samym co σ-algebra borelowska na {\displaystyle X,} która jest najuboższą σ-algebrą zawierającą wszystkie podzbiory otwarte {\displaystyle X.}